# Sarimukti (Cibitung)
Sarimukti is een bestuurslaag in het regentschap Bekasi van de provincie West-Java, Indonesië. Sarimukti telt 3852 inwoners (volkstelling 2010).